# Campionato Goiano 2024
Il Campionato Goiano 2024 è stata l'81ª edizione della massima serie del campionato goiano. La stagione è iniziata il 17 gennaio 2024 e si è conclusa il 7 aprile successivo.

## Stagione

### Novità
Al termine della stagione 2023, sono retrocesse in Segunda Divisão Grêmio Anápolis e Inhumas. Dalla seconda divisione, invece, sono state promosse Goiatuba e Jataiense.

### Formato
Le dodici squadre si affrontano dapprima in una prima fase, consistente in un unico girone da dodici. Le prime otto classificate di tale girone, accederanno alla seconda fase che decreterà la vincitrice del campionato. Le ultime due classificate, retrocedono in Segunda Divisão.
La formazione vincitrice, potrà partecipare alla Série D 2025, alla Coppa del Brasile 2025 e alla Copa Verde 2025; la formazione vice-campione e la terza classificata, alla Série D e alla Coppa del Brasile. Nel caso le prime tre classificate siano già qualificate alla Série D, l'accesso alla quarta serie andrà a scalare.

## Risultati

### Prima fase
|  | Pos. | Squadra         | Pt | G  | V | N | P | GF | GS | DR  |
|  | ---- | --------------- | -- | -- | - | - | - | -- | -- | --- |
|  | 1    | Goiás           | 27 | 11 | 8 | 3 | 0 | 18 | 3  | +15 |
|  | 2    | Vila Nova       | 26 | 11 | 8 | 2 | 1 | 17 | 5  | +12 |
|  | 3    | Atl. Goianiense | 25 | 11 | 8 | 1 | 2 | 25 | 7  | +18 |
|  | 4    | Anápolis        | 17 | 11 | 5 | 2 | 4 | 16 | 6  | +10 |
|  | 5    | Aparecidense    | 17 | 11 | 4 | 5 | 2 | 15 | 14 | +1  |
|  | 6    | Goiatuba        | 16 | 11 | 4 | 4 | 3 | 10 | 14 | -4  |
|  | 7    | Goianésia       | 13 | 11 | 3 | 4 | 4 | 7  | 13 | -6  |
|  | 8    | Goiânia         | 12 | 11 | 3 | 3 | 5 | 11 | 12 | -1  |
|  | 9    | Jataiense       | 10 | 11 | 3 | 1 | 7 | 9  | 23 | -14 |
|  | 10   | CRAC            | 9  | 11 | 2 | 3 | 6 | 6  | 10 | -4  |
|  | 11   | Morrinhos       | 5  | 11 | 1 | 2 | 8 | 7  | 19 | -12 |
|  | 12   | Iporá           | 5  | 11 | 1 | 2 | 8 | 7  | 22 | -15 |

Legenda:
      Ammessa alla seconda finale.
      Retrocesse in Segunda Divisão 2025
Note:
Tre punti a vittoria, uno a pareggio, zero a sconfitta.

### Seconda fase
|  | Quarti di finale | Quarti di finale | Quarti di finale | Quarti di finale | Quarti di finale |  |  | Semifinali      | Semifinali      | Semifinali      | Semifinali      | Semifinali |   |   | Finale    | Finale    | Finale | Finale | Finale |  |
|  |                  |                  |                  |                  |                  |  |  |                 |                 |                 |                 |            |   |   |           |           |        |        |        |  |
|  | 5                | Aparecidense     | 3                | 0                | 3                |  |  |                 |                 |                 |                 |            |   |   |           |           |        |        |        |  |
|  | 4                | Anápolis         | 0                | 1                | 1                |  |  | Aparecidense    | Aparecidense    | 2               | 0               | 2          |   |   |           |           |        |        |        |  |
|  | 7                | Goianésia        | 2                | 0                | 2                |  |  | Vila Nova       | Vila Nova       | 0               | 3               | 3          |   |   |           |           |        |        |        |  |
|  | 2                | Vila Nova        | 2                | 1                | 3                |  |  |                 |                 |                 |                 |            |   |   | Vila Nova | Vila Nova | 0      | 1      | 1      |  |
|  | 8                | Goiânia (dtr)    | 0                | 1                | 1 (3)            |  |  |                 |                 | Atl. Goianiense | Atl. Goianiense | 2          | 3 | 5 |           |           |        |        |        |  |
|  | 1                | Goiás            | 0                | 1                | 1 (2)            |  |  | Goiânia         | Goiânia         | 2               | 1               | 3          |   |   |           |           |        |        |        |  |
|  | 6                | Goiatuba         | 0                | 0                | 0                |  |  | Atl. Goianiense | Atl. Goianiense | 3               | 3               | 6          |   |   |           |           |        |        |        |  |
|  | 3                | Atl. Goianiense  | 3                | 5                | 8                |  |  |                 |                 |                 |                 |            |   |   |           |           |        |        |        |  |

## Verdetti
- Vincitore del Campionato Goiano 2024: Atl. Goianiense
- Ammesse alla Coppa del Brasile 2025: Atl. Goianiense, Vila Nova, Aparecidense
- Ammesse alla Copa Verde 2025: Atl. Goianiense, Vila Nova, Aparecidense
- Ammesse al Campeonato Brasileiro Série D 2025: Goiânia, Goiatuba, Goianésia
- Retrocesse in Segunda Divisão 2025: Morrinhos, Iporá